# Tetraktys

Tetraktys

Tetraktys – figura trójkątna ułożona z dziesięciu punktów rozmieszczonych w strukturze piramidy o boku 
4 punktów, opisywana w tekstach Pitagorystów lub nawet Pitagorejczyków. Według Porfiriusza miałaby mieć
znaczenie kultowe i być stosowana w czasie przysięgi Pitagorejczyków: 
Przysięgam na tego, który naszym duszom dał tetraktys,

Mający w sobie korzenie i źródło wiecznej natury.
Symbolika Tetraktysu może być taka, jak liczby 10, uznawanej wówczas za doskonałą, a każda inna jest raczej nadawana tej figurze przez współczesnych.